# Schünemann Verlag
Der Carl Schünemann Verlag wurde 1810 in der Hansestadt Bremen gegründet. Er ist noch heute an seinem Stammsitz, dem direkt an der Weser liegenden Schünemannhaus, ansässig.

## Geschichte

### Gründung
Carl Heinrich Schünemann (1780–1835) kaufte nach 1803 das Haus Zweite Schlachtpforte Nr. 7. 1809 übernahm er die Spielkartenfabrik Joachim Deetjen und verlegte diese von Vegesack nach Bremen. 1810 gründete er schließlich für die Bereiche Buchdruck und Zeitungen den Schünemann Verlag. 1812 wurde er Gesellschafter der Buchdruckerei Simon Ernsting. Hier wurde 1812 die Departementzeitung – das Journal du Département des Bouches du Weser in deutscher und französischer Sprache – gedruckt. Aus dieser Zeitung entstand schon 1813 die Neue Bremer Zeitung, die bis 1815 von Schünemann gedruckt wurde. Ernsting schied 1815 aus dem Betrieb aus und Schünemann erwarb die Konzession für die Druckerei, verlor aber die Rechte an der Zeitung an die Buchhandlung Heyse.
In dem damals noch kleineren Haus Nr. 7 in der Zweiten Schlachtpforte bestand das Unternehmen Papierhandlung, Spielkartenfabrik, Buchdruckerei und Verlagsbuchhandlung Carl Schünemann.
1817 wurde auch die Konzession für einen Buchverlag erworben. 1829 wurde ihr eine Sortimentenbuchhandlung angegliedert. Der Laden Museum der neuen Literatur befand sich in der Obernstraße 11 und verlagerte sich 1833 zur Obernstraße 35. Im Jahr 1835 siedelte dieses Geschäft in das Stammhaus in die Zweite Schlachtpforte und nannte sich Carl Schünemann Buchhandlung. Die Buchhandlung sollte ab 1845 unter Beibehalten des Namens von Johann Kühtmann übernommen werden. 1847 erlosch dann der bisherige Unternehmensname (Firma).

### Die Bremer (Wöchentlichen) Nachrichten
Dem Sohn von Carl Heinrich Schünemann, Gustav Bernhard Schünemann (1815–1865), gelang es, die Bremer Wöchentlichen Nachrichten (ab 1854 Bremer Nachrichten genannt), die seit 1743 erschienen, zu übernehmen. Sie waren zunächst ein reines Anzeigenblatt, ab 1871 erschienen sie als Tageszeitung. Um 1900 hatte die Zeitung 25.000 Abonnenten. Ab 1844 wurde auch die Weser-Zeitung – eine überregionale Wirtschaftszeitung – herausgebracht.

### Niedersachsen- und Heimatliteratur
Unter dem Enkel des Unternehmensgründers, Carl Eduard Schünemann I (1855–1921), expandierte das Unternehmen mit umfassenden baulichen Erweiterungen und der Einführung drucktechnischer Neuerungen. Mit der Zeitschrift Niedersachsen gab der Verleger der Heimatliteratur eine Plattform und gewann damit zahlreiche niederdeutsche Schriftsteller wie Alma Rogge, Hermann Löns und Georg Droste für den Verlag. Carl Eduard Schünemann ist der Namensgeber der heutigen Carl Ed. Schünemann KG.

### Buchverlag und Drucktechnik
Seine beiden Söhne leiteten das Unternehmen in der vierten Generation: Carl Eduard Schünemann II (1894–1980) gilt mit der patentierten Entwicklung des Trini-Tiefdruckes als einer der Pioniere der Drucktechnik. Walther Schünemann (1896–1974) widmete sich hauptsächlich dem Buchbereich und baute ihn mit Schriftstellern wie Ricarda Huch und Manfred Hausmann weiter aus. Die Brüder führten Druckerei und Verlag durch die Zeit des Nationalsozialismus, ab 1936 unter Ausschluss der Tätigkeit als Zeitungsverleger. Nach der Gründung der Bundesrepublik Deutschland erfolgten der Wiederaufbau des Stammhauses in Bremen und die Einrichtung eines Zweigwerkes in Bremen-Lesum sowie die verzögerte Wiederaufnahme der Herausgabe der Bremer Nachrichten ab 1949 – bis zum Verkauf der Zeitung im Jahre 1974.

### Ausbau des Verlags
Als fünfte Generation traten Carl Eduard Schünemann III (1924–2019) und Carl Fritz Schünemann (1926–2007) Mitte der 1950er-Jahre in die Geschäftsführung ein. Sie nahmen eine Konzentration auf die Kernkompetenzen des Hauses Schünemann vor, den Buch-, den Kunst- und den Zeitschriftenverlag, und bauten den Verlag der Sprachzeitungen auf. Heute führen Hermann Schünemann (sechste Generation) und Julia Kracht-Schünemann (siebte Generation) gemeinsam das Familienunternehmen.

### Bedeutendere Druck- und Verlagserzeugnisse
1918/19 wurde Peter Kosters Werk Neue wohlbegründete Bremer Müntze herausgebracht und Rotermunds Lexikon aller Gelehrten in Bremen. 1873 bis 1930 verlegte Schünemann das Staatshandbuch der Freien Hansestadt Bremen. Seit 1877 wird auch das Bremische Gesetzblatt herausgebracht. 1900 entstanden Duckwitz’ Denkwürdigkeiten und Bremen und seine Bauten. Etwa zur gleichen Zeit erschienen Veröffentlichungen von August Freudenthal und Wilhelm Rocco. 1904 übernahm Schünemann den Adressbuchverlag, dessen Werke er schon von 1814 bis 1854 gedruckt hatte. Werke von Georg Droste, Moritz Lindeman und Manfred Hausmann sowie Bücher der Unterhaltungsliteratur erschienen zwischen den Weltkriegen. In den 1960er Jahren gab es die Reihe City Buch bei Schünemann, in der innovative Titel veröffentlicht wurden, wie z. B. die deutsche Erstausgabe des Comics Barbarella von Jean-Claude Forest. Bekannt wurde auch die Sammlung Dieterich, innerhalb derer Weltliteratur, große Philosophen und Lyriker verlegt wurden.

## Das aktuelle Unternehmen
Die Familie Schünemann führt heute in sechster und siebter Generation das Familienunternehmen. An der Spitze stehen Hermann Schünemann (sechste Generation) und Julia Kracht-Schünemann (siebte Generation).  

### Carl Ed. Schünemann KG
In der Carl Ed. Schünemann KG sind mit den Sprachzeitungen, dem Buchverlag und den Zeitschriften drei Verlagsbereiche zusammengefasst.

### Die Sprachzeitung
Hier werden Zeitungen für den Fremdsprachenunterricht und sprachdidaktische Publikationen veröffentlicht. Diese Sparte wurde ab 1949 in der Eilers & Schünemann Verlag KG betrieben, die im Jahr 2008 zu 100 Prozent in die Carl Ed. Schünemann KG integriert wurde. Veröffentlicht werden die folgenden Zeitungen: die World and Press (Englisch), die Read On (Englisch für weniger Fortgeschrittene), die Revue de la Presse (Französisch), die Revista de la Prensa (Spanisch), die Leggere l’Italia (Italienisch) und die Presse und Sprache (Deutsch als Fremdsprache).

### Zeitschriften
Seit 1980 bringt der Schünemann Verlag das Schach-Magazin 64 heraus. 1992 wurde die traditionsreiche Schachzeitschrift Schach-Echo übernommen und redaktionell integriert. 2010 wurde das Magazin komplett überarbeitet und fortan durchgehend vierfarbig gedruckt. Außerdem erscheinen folgende Zeitschriften bei Schünemann: Wirtschaft in Bremen und Bremerhaven, BAUEN in und um Bremen (zweimal im Jahr), Der Aufbau – Forum für Stadtentwicklung und Regionalplanung, das Brückenbuch der Seesegler (die Jahresausgabe der Seesegler zum alljährlichen Hochseesegler-Abend) sowie das Kundenmagazin der BREBAU GmbH.
Bis zum Verkauf an das Verlagshaus GeraNova Bruckmann erschien bis 2009 auch die Zeitschrift ModellFan im Schünemann Verlag.

### Buchverlag
Unter der Marke Carl Schünemann Verlag erscheinen heute vor allem Buchpublikationen. Der Schwerpunkt liegt hierbei auf Bremensien, Hamburgensien und Regionalia für den Norden und die Nordseeküste. Neben Belletristik umfasst das Verlagsprogramm Kinderbücher, Sachbücher, Bildbände und Geschenkbücher sowie plattdeutsche Titel für unterschiedliche Altersstufen.
Im Imprint Fachverlag NW erscheinen darüber hinaus Fachpublikationen, beispielsweise der BASt, und Chroniken oder Festschriften.

### Der Unternehmenssitz
Nach 1803 kaufte Carl Schünemann das Haus Zweite Schlachtpforte Nr. 7. Der Betrieb erweiterte sich in der Zweiten Schlachtpforte um die Häuser Nr. 5 und Nr. 9, dann 1905 die Nr. 6 das Barockhaus und  1908 die Nr. 8.
Ein Neubau nach den Plänen des Architekten Carl Rotermund entstand von 1926 bis 1927/28. Das Gebäude, Schlachte 10, 11, nimmt die gesamte Westseite der Straße ein. Das Druck- und Verlagsgebäude wurde im Zweiten Weltkrieg zwar beschädigt, aber nicht zerstört. 1955 wurde das Gebäude umgebaut. (Zum Denkmalschutz siehe hier)

## Die Verleger
- 1. Carl Schünemann, auch Carl Heinrich Schünemann (1780–1835), 1810 Verlagsgründer
- 2. Gustav Bernhard Schünemann (1815–1865), Sohn von Carl Heinrich Schünemann
- 3. Carl Eduard Schünemann (1855–1921), Enkel von Carl Heinrich Schünemann, seit 1880 Teilhaber des Verlags
- 4. Carl Eduard Schünemann II (1894–1980), Sohn von Carl Eduard Schünemann
- 4. Walther Schünemann (1896–1974), Sohn von Carl Eduard Schünemann
- 5. Carl Eduard Schünemann III (1924–2019), Sohn von Carl Eduard Schünemann II, seit 1954 in der Geschäftsführung
- 5. Carl Fritz Hubertus Schünemann (1926–2007), seit 1954 in der Geschäftsführung
- 5. Carl Schünemann, auch Carl Eduard Max Schünemann (1924–2019), seit 1954 in der Geschäftsführung, Cousin von Carl Fritz Hubertus Schünemann[3]
- 6. Hermann Schünemann (1963), seit 1997 in der Geschäftsleitung
- 7. Julia Kracht-Schünemann (1978), seit 2006 in der Geschäftsleitung